# ロバート・マクスウェル

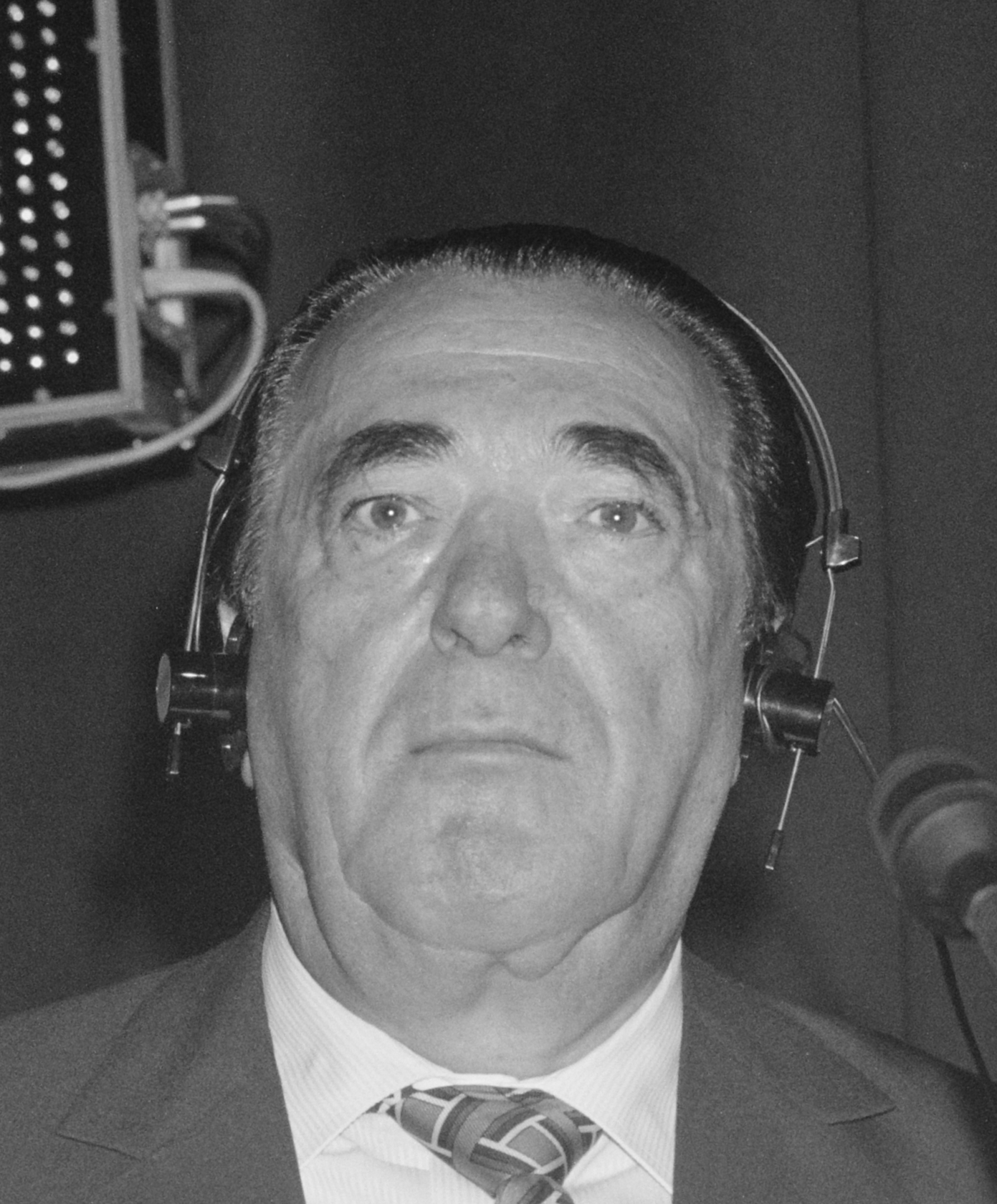
Robert Maxwell, 1989

ロバート・マクスウェル（Ian Robert Maxwell, 1923年6月10日 - 1991年11月5日）は、イギリスの実業家・国会議員。貧しい移民の身から一代でメディア帝国を築き上げたメディア王として知られ、ルパート・マードックの長年のライバルだった。
1991年にカナリア諸島近海で自らが所有する大型ヨット上から転落し、大西洋上で水死体となって発見された。警察は事故と断定したが、他殺説が根強く存在する。死後、年金の違法な使用など様々な不正行為を行って事業を拡大した悪事が明るみに出て、デイリー・ミラーをはじめとする新聞・出版社・テレビ局などからなるメディア帝国は崩壊した。

## 前半生
ロバート・マクスウェルは当時のチェコスロバキア最東端の地方だったカルパチア・ルテニア（現在のウクライナ・ザカルパッチャ州）のスラティンスケー・ドリ（Slatinské Doly、現在のソロトヴィノ Солотвино）の町で、イディッシュ語を話す貧しいユダヤ系の家庭に生まれた。当時はヤーン・ルドヴィーク・ホッホ（Ján Ludvík Hoch、ホッホ・ヤーノシュ・ラヨシュ）という名であった。1939年、カルパチア・ルテニア地方はハンガリーに組み込まれ、さらにハンガリーは1944年にドイツ軍に占領され、ユダヤ人であるヤーンの家族のほとんどは殺された。
ヤーン自身は1940年、17歳で難民となってイギリスに逃れ、翌年イギリス陸軍の工兵部隊に入り、1943年にノーススタフォードシャー連隊に移った。彼は軍曹としてノルマンディー上陸に参加して西部戦線を転戦し、知力と語学の才能を生かして様々な任務をこなし昇進を重ね大尉になった。彼はこの時期改名を繰り返し最終的にイアン・ロバート・マクスウェルとなったが、「イアン」の部分は元の名である「ヤーン」の名残として残しているだけで、ほとんど使うことはなかった。1945年にはフランス人のジャーナリストであったエリザベト・「ベティ」・メイナールと結婚し、ホロコーストで失った家族を取り戻すかのように9人の子をもうけたが、そのうち5人は後にマクスウェルの会社に入社している。末娘のギレーヌ・マクスウェルについては聡明であったことから特に目をかけており、異様に親密な父娘関係であったとされる。

## 富豪・政治家
戦後、マクスウェルは連合軍占領下のベルリンで、イギリス軍司令部の新聞検閲官として働き、後に占領軍当局内で築いた様々な人脈を用いてビジネスを行った。まず科学出版社シュプリンガー・フェアラーク（Springer Verlag、現在のシュプリンガー・サイエンス＋ビジネス・メディアの前身）の出版物のイギリスおよびアメリカにおける販売権を得た。1951年にはシュプリンガー・フェアラークから小さな教科書出版社バターワース・シュプリンガー（Butterworth-Springer）を買収し、ペルガモン・プレス・リミテッド（パーガモンプレス、Pergamon Press Limited, PPL, マクスウェル死後の1992年エルゼビアに買収された）とした。当時はマクスウェルの持分が4分の3で、残りはシュプリンガーのイギリスにおける主要人物だったパウル・ロスバウト（Paul Rosbaud, 大戦中は「グリフィン」のコードネームで、兵器開発・原爆研究に関する重要情報をドイツからイギリスへと流すスパイ活動を行っていた）が持っており、ロスバウトは1956年に意見の相違で会社を去るまで共同経営者であった。マクスウェルは学術書や科学学術雑誌の出版を開始し、ペルガモン・プレスをイギリス有数の出版社へと育て上げた。
1960年代にはすでに若き富豪となっていた彼は、社会主義の擁護者でもあった。しかし一部ではすでに彼は問題視されてもいた。バークレイズの重役を務めたトーマス・アシュトン卿の訃報によれば、アシュトンがオクスフォードの副支店長だったころ、オクスフォードの住民だったマクスウェルに注目していたが、最終的にはマクスウェルに対する融資を固く断ったという。
1964年には労働党から庶民院議員に立候補して当選し、1970年に落選して議席を失うまでバッキンガム選挙区選出議員を務め、労働党内で影響力を発揮した。一方でペルガモン・プレスを拠点に次々と出版や情報処理など様々な企業へ買収を仕掛けた。だが、レアスコ・データ・プロセッシング社（Leasco Data Processing Corporation）に対する1969年の買収交渉の際、自らのグループ企業の利益の大きさについて虚偽の主張を行った件で貿易産業省の取り調べを受け、さらにペルガモン・プレスの株価を上げるためにファミリー企業同士での取引を行っていたことも発覚した。マクスウェルはペルガモンのイギリス部門での支配を失ったが、アメリカ部門での支配は失っておらず、後に自派の編集者たちの助力で経営権を回復し、最終的にペルガモンを売却した。

## メディア帝国
マクスウェルはかねてから自らの政治的影響力をメディアを通じて強めるため、新聞社をもちたいと考えていた。1969年にはニュース・オブ・ザ・ワールド紙の買収に乗り出したがオーストラリア出身のルパート・マードックが最終的に競り勝ち同紙を手にした。ニュース・オブ・ザ・ワールドを巡る買収戦争は激烈で、後にマクスウェルは、自らが何か月もフェアな戦いをしたにもかかわらずマードックが最後に同紙を横取りしたことに不満を感じたと述べているが、マードックは単に同紙の株主がオーストラリアでのマードックの実績を評価してくれただけだと述べている。この後、マードックはイギリス新聞界におけるマクスウェルの宿敵となる。
1970年にはマクスウェルはタックス・ヘイヴンであるリヒテンシュタインに「マクスウェル財団」（Maxwell Foundation）を設けている。1974年には一旦手放したペルガモン・プレスを再度獲得し、1981年にはペルガモンを通じて印刷会社ブリティッシュ・プリンティング（British Printing Corporation, BPC）を買収しブリティッシュ・プリンティング・アンド・コミュニケーション（British Printing and Communication Corporation, BPCC）へと変えた（この会社は後に売却され現在はポールスター Polestar と称している）。1984年にはペルガモンを通じて情報大手リード・インターナショナル（現在のリード・エルゼビア）から労働党寄りのデイリー・ミラーなど多数の新聞を発行するミラー・グループ・ニュースペーパーズをついに買収、さらに英米の出版大手マクミラン（Macmillan publishing）のアメリカ会社をも買収した。
こうして1980年代にマクスウェルはメディア・コングロマリットを築き、デイリー・ミラー（Daily Mirror）、サンデー・ミラー（Sunday Mirror）、サンデー・メール（Sunday Mail）、スコティッシュ・デイリー・レコード（Scottish Daily Record）など新聞多数、ペルガモン・プレス（Pergamon Press）、ニンバス・レコーズ（Nimbus Records）、クーリエ・ブックス（Collier books）、マクスウェル・ディレクトリーズ（Maxwell Directories）、プレンティス・ホール・インフォメーションサービス（Prentice Hall Information Services）、マクミラン（Macmillan (US) publishing）など出版社多数、さらに語学教育のベルリッツ（Berlitz）なども傘下に収めた。さらにヨーロッパにおけるMTVの所有権の半分、マクスウェル・ケーブルTV（Maxwell Cable TV）やマクスウェル・エンターテインメント（Maxwell Entertainment）などヨーロッパでのテレビ事業も持っていた。1987年には雑誌大手のIPCメディア（IPC Media）からコミック部門を買収し漫画出版社フリートウェイ（Fleetway）を設立した。
マクスウェルは高度に専門化された科学に関する情報を広く伝える科学出版事業での先駆者でもあり、科学に対する社会からの需要の増大に応えていた。しかしマクスウェルをはじめとする科学学術雑誌の出版業者が設定している購読料は、1970年代以降、イギリス各地の大学や図書館からあまりにも高額であると批判されるようになった。マクスウェルはまた東欧の共産主義政権とも強いつながりがあり、当時の指導者たちの伝記をイギリスで出版したほか、彼らに対する媚びたようなインタビュー記事も多数製作していた。オックスフォード・ユナイテッドFCのオーナーでもあり、1986年のフットボールリーグカップでは優勝に導いている。1987年にはダービー・カウンティFCも買収したほか、1984年にはマンチェスター・ユナイテッドFCの買収にも取り掛かったが、オーナーのマーティン・エドワーズの提示した額を払うのを拒んだため買収はならなかった。

## グループの経営の実態
マクスウェルが多額の借金を重ね不正な経営をしているのではないかとの噂は長年伝わっていたが、彼は有力な弁護士らと契約しており裁判資金も惜しまなかったため、ジャーナリストらも彼から訴えられるのを恐れ批判的な記事を書こうとしなかった。彼を皮肉った風刺雑誌プライベート・アイ（Private Eye）は何度も訴えられ、一度は22万5千ポンドの賠償を命じられたこともある。しかしマクスウェルが借金や詐欺的手段の上にメディア帝国を築いたことを示す事柄が後に明らかになった。たとえば彼は従業員の年金基金から数百万ポンドを「借り」、グループ企業の経営状態をよく見せていた（こうした手段は当時は違法ではなかった）。1980年代末になると矢継ぎ早に企業を買収しては売却することを繰り返し、経営基盤の弱さを糊塗していた。1990年にはヨーロッパ全土に向けて発行される英字紙「ザ・ヨーロピアン」（The European）を立ち上げ意欲的なところを見せたが（この新聞は1992年に売却され1998年に廃刊となった）、1991年には負債を埋めるためペルガモン・プレスとマクスウェル・ディレクトリーズをエルゼビアに440万ポンドで売却した。しかしこの金をすぐにニューヨークのデイリーニューズ買収につぎ込んだ。
1990年末には、ルパート・マードック所有の新聞各社に属する調査報道記者らがマクスウェル・グループで行われている年金を使った会計操作を調べ始めた。1991年5月にはマクスウェル・グループが法定の報告義務を満たしていないことが報道されたが、マクスウェル・グループの社員らはイギリスやアメリカの当局に同グループの年金基金に対する侮辱であることを訴えた。マクスウェルは自分の様々な工作が明るみに出ることを疑いだした可能性がある。
1990年から1991年にかけての時期、イギリスにおいて金利が非常に高くなり、直後に景気が急落し不動産不況が到来した。彼はミラー・グループやマクスウェル・コミュニケーションズなど所有する公開会社の持分を担保にした多額の借入金を抱えていた。銀行は一定の条件下でマクスウェルが株の一部を売ることを認めたが、もし売れば株価は下落し残った持分の担保価値が下がる恐れがあった。マクスウェルはさらなる借入金、年金、運転資金まで使い株式市場に介入し自社株を買い支えようとした。マクスウェルの経営はすでに危機的状態であった。

## 急死と様々な疑惑
グループが経営危機に陥っていた最中の1991年11月、マクスウェルは休暇先の大西洋カナリア諸島沖合で自らが所有するスーパーヨット「レディ・ギレーヌ（Lady Ghislaine）」から転落し、その数日後海上で水死体で発見された。マクスウェルの死に際してはジョン・メージャーやニール・キノックら、労働党をはじめとするイギリス政界からの弔辞がすぐさま寄せられた。遺体はエルサレムのオリーブ山に葬られた。
一方でこの時期、マクスウェルの裏の側面についての調査報道も現れていた。彼の死の直前、イスラエルの情報機関モサッドの元将校アリ・ベン＝メナシェが、マクスウェルとデイリー・ミラーの国際部編集者ニコラス・デイヴィーズ（Nicholas Davies）の二人は長年モサッドのエージェントであったという主張を伝えようとして英米の多数のメディアに接触を図っていた。ベン＝メナシェは、1986年にイスラエルの核技術者モルデハイ・ヴァヌヌがサンデー・タイムズにイスラエルの核保有についての情報を内部告発し、次いでデイリー・ミラーにも同様の告発を行った際、デイリー・ミラー社主のマクスウェルがロンドンのイスラエル大使館にヴァヌヌの告発を内報したともしている。ヴァヌヌは内部告発の後、サンデー・タイムズに匿われロンドンに隠れていたが、イスラエル当局に居場所を知られ、ローマへとおびき出されて捕まり、本国へ拉致され反逆罪を言い渡されていた。
マクスウェルがすぐに訴訟を起こすことはよく知られており、メディア界での影響力も大きかったため、ベン＝メナシェの主張を取り上げようという報道機関は現れなかったが、ニューヨークのジャーナリストであるシーモア・ハーシュがこれを取り上げ、著書『サムソン・オプション』（The Samson Option）へとまとめ、ロンドンでの出版記者会見などの場で再三この説を取り上げた。1991年10月21日、労働党のジョージ・ギャロウェイ（George Galloway）と保守党のルパート・アラソン（Rupert Allason、ナイジェル・ウェストの筆名でスパイ小説の執筆経験あり）の二人の議員が庶民院でこの問題を取り上げることに合意した（議員特権があるため、国会議員は議会での質問について名誉毀損で訴えられることはない）。これはイギリスの各新聞が訴訟の恐れなく、マクスウェルと議員達の質疑について報じることができることも意味する。マクスウェルは、武器商人と会ったことについて虚偽の否定を行なったとの理由で、デイヴィーズを解雇した。
この一連の報道（ベン＝メナシェは結局証拠を明らかにしなかった）の最中にマクスウェルは急死したため、マクスウェルとイスラエルの関係についてさまざまな見解が取りざたされた。デイリー・ミラーもまた証拠を明らかにすることなく、マクスウェルはモサドを脅迫しようとしたためモサドに殺されたのだとする主張を報じている。
マクスウェルのイスラエルでの葬儀は一出版人のものというより一国の元首に対するほどのものであった。イギリスの作家ゴードン・トーマスは次のように書く。
またマクスウェルの死は、彼のビジネス上の問題の多いやり方や活動などに対する暴露の引き金を引いた。彼は何億ポンドもの自社の年金基金をグループの借入金返済や狂ったような企業買収、自らの豪華な生活のために使っていた。これらのためにグループの従業員らは年金をほぼ失っている。

## グループ崩壊
1992年にはマクスウェルの所有した各企業は破産法の適用を申請した。マクスウェルの息子ケヴィン・マクスウェルとイアン・マクスウェルは4億ポンドの借金を抱え破産宣告された。1995年、マクスウェルの息子2人とその他2人の経営者らが詐欺の容疑で起訴されたが、翌1996年に放免された。2001年、貿易産業省はマクスウェル・グループの崩壊を、マクスウェル本人と彼の息子達の言い訳できない振る舞いのせいであると論じた。
2006年には、マクスウェルは死の直前、1945年にドイツで起こした可能性のある事件（彼の部隊がドイツである町を占領しようとした際、マクスウェルが文民である市長を射殺した可能性がある）について、戦争犯罪の疑いで調査されていた事が明るみに出た。これは彼の死が事故ではなく自殺だったかもしれないという議論に新たな展望を与えた。2008年にはマクスウェルの妻エリザベスが回想録『A Mind of Her Own』を出版し、世界有数の富豪だったメディア王マクスウェルとの生活について語っている。

## 関連作品
- 『海に消えた怪物　メディア王マクスウェルは現代史の黒幕たらんとしたのか』 
　トム・ バウアー、山岡洋一訳、文藝春秋、1992年
- Hersh, Seymour. 1991. The Samson Option　『サムソン・オプション』
　セイモア・ハーシュ（シーモア・ハーシュ）、山岡洋一訳、文藝春秋、1992年
- 『メディア買収の野望』（上・下） 　ジェフリー・アーチャー、永井淳訳　
　新潮文庫、1996年－メディア王としての覇権をめぐり、マードックとの抗争をモデルとした小説。

- Thomas, Gordon and Dillon, Martin. (2002). Robert Maxwell: Israel's Superspy : The Life and Murder of a Media Mogul, Carroll and Graf, ISBN 0-7867-1078-0
- Henderson, Albert, (2004). "The Dash and Determination of Robert Maxwell, Champion of Dissemination," LOGOS. 15,2, pp. 65-75.
- A book by Martin Dillon, The Assassination of Robert Maxwell, Israeli Superspy